# Gestreepte grasmuis
De gestreepte grasmuis (Lemniscomys striatus) is een knaagdier uit de familie Muridae. De wetenschappelijke naam van de soort werd als Mus striatus in 1758 gepubliceerd door Carl Linnaeus.

## Kenmerken
De vacht verschilt per gebied. De westelijke populaties hebben een lichtgekleurde, zeemkleurige of oranje rug en een beige buik, terwijl de oostelijke populaties donkerder zijn. De lichaamslengte bedraagt 10 tot 14 cm, de staart 10 tot 15,5 cm en het gewicht 20 tot 70 gram.

## Leefwijze
Het voedsel bestaat uit gras, bladen en landbouwgewassen, maar ook insecten staan op het menu. Het zijn solitaire gronddieren en vrij nerveus en springerig. Als ze door een roofdier worden gepakt, houden ze zich vaak dood of ontsnappen door de staarthuid af te werpen.

## Verspreiding en leefgebied
Deze soort komt voor van Guinee tot Ethiopië, Noordoost-Zambia en Noord-Malawi. De populatie in het Kivu-gebied in Congo-Kinshasa vertegenwoordigt een aparte ondersoort, L. s. dieterleni Van der Straeten, 1976. Pleistocene fossielen uit Oost-Afrika zijn geïdentificeerd als Lemniscomys aff. striatus, dus als een nauwe verwant van L. striatus.
Zebragrasmuis (Lemniscomys barbarus) · Lemniscomys bellieri · Aalstreepgrasmuis (Lemniscomys griselda) · Lemniscomys hoogstraali · Lemniscomys linulus · Lemniscomys macculus · Lemniscomys mittendorfi · Lemniscomys rosalia · Lemniscomys roseveari · Gestreepte grasmuis (Lemniscomys striatus) · Lemniscomys zebra